# Amboasary Sud
Amboasary Sud o Amboasary-Atsimo és un dels districtes de la regió d'Anosy, situat al sud-est de Madagascar. Ocupa una superfície de 10.211 km² i la seva població era de 198.119 habitants el 2011.